# Kalevi Lehtovirta
Kalevi Valdemar Lehtovirta, ps. Kale (ur. 20 lutego 1928 w Turku, zm. 10 stycznia 2016 tamże) – fiński piłkarz.

## Kariera klubowa
Karierę rozpoczął w klubie Maarian Kisa-Veikot. W latach 1947–1950 grał w Turun Weikot, a w latach 1950–1953 reprezentował Turun Pyrkivä. Później wyjechał do Francji, gdzie był zawodnikiem Red Star FC. W 1957 wrócił do Finlandii i trafił do Turun Palloseura. W 1958 ex aequo z Kaiem Pahlmanem został królem strzelców ligi fińskiej z 17 golami. W TPS grał do 1963, po czym przeszedł do Turun Toverit, gdzie w 1965 zakończył karierę.

## Kariera reprezentacyjna
W reprezentacji Finlandii rozegrał w latach 1947–1959 44 mecze, w których strzelił 12 goli. Wraz z kadrą zajął 9. miejsce na igrzyskach olimpijskich w 1952. Wystąpił we wszystkich czterech meczach reprezentacji Finlandii w eliminacjach do Mundialu 1954, w których strzelił 3 gole (2 z Belgią i 1 ze Szwecją), jednakże Finowie zajęli ostatnie miejsce w swojej grupie eliminacyjnej i nie zakwalifikowali się na mistrzostwa.

## Osiągnięcia
W 1951 został wybrany piłkarzem roku w Finlandii, a w 2010 został wpisany do galerii sław fińskiej piłki nożnej.

## Życie osobiste
Był żonaty z Francuzką, z którą miał dwóch synów. Oprócz piłki nożnej uprawiał hokej na lodzie i bandy. Zmarł 10 stycznia 2016 w Turku.